# Eliminatórias da Copa do Mundo FIFA de 1998 - Europa
As eliminatórias da Europa para a Copa do Mundo FIFA de 1998 decidiram quais seleções de futebol representariam a confederação de futebol da Europa (UEFA) na Copa do Mundo FIFA de 1998. A Europa recebeu 15 das 32 vagas disponíveis no torneio; a França, como sede, se classificou automaticamente deixando 14 vagas para serem disputadas por 49 times. As 49 seleções restantes na confederação foram divididas em 4 grupos de 6 times e 5 grupos de 5 times. Em cada grupo, todos os times jogaram entre si em turno e returno e os vencedores de cada um dos 9 grupos se classificaram para a Copa do Mundo FIFA de 1998.
Os vice-campeões dos grupos tiveram seus resultados contra o 6º e o 5º colocado de seu grupo descartados. O melhor vice-campeão também avançou diretamente à Copa do Mundo. Os outros oito disputaram repescagens em jogos de ida e volta, com os vencedores dessas partidas também avançando para a Copa do Mundo.

## Grupo 1
| Pos | Equipe               | Pts | J | V | E | D | GP | GC | SG  | Classificado                              |     | DEN | CRO | GRE | BIH | SVN |
| --- | -------------------- | --- | - | - | - | - | -- | -- | --- | ----------------------------------------- | --- | --- | --- | --- | --- | --- |
| 1   | Dinamarca            | 17  | 8 | 5 | 2 | 1 | 14 | 6  | +8  | qualificadas para a Copa do Mundo de 1998 |     | —   | 3–1 | 2–1 | 2–0 | 4–0 |
| 2   | Croácia              | 15  | 8 | 4 | 3 | 1 | 17 | 12 | +5  | Avança para a segunda rodada              |     | 1–1 | —   | 1–1 | 3–2 | 3–3 |
| 3   | Grécia               | 14  | 8 | 4 | 2 | 2 | 11 | 4  | +7  |                                           |     | 0–0 | 0–1 | —   | 3–0 | 2–0 |
| 4   | Bósnia e Herzegovina | 9   | 8 | 3 | 0 | 5 | 9  | 14 | −5  |                                           | 3–0 | 1–4 | 0–1 | —   | 1–0 |     |
| 5   | Eslovênia            | 1   | 8 | 0 | 1 | 7 | 5  | 20 | −15 |                                           | 0–2 | 1–3 | 0–3 | 1–2 | —   |     |

## Grupo 2
| Pos | Equipe     | Pts | J | V | E | D | GP | GC | SG  | Classificado                              |     | ENG | ITA | POL | GEO | MDA |
| --- | ---------- | --- | - | - | - | - | -- | -- | --- | ----------------------------------------- | --- | --- | --- | --- | --- | --- |
| 1   | Inglaterra | 19  | 8 | 6 | 1 | 1 | 15 | 2  | +13 | qualificadas para a Copa do Mundo de 1998 |     | —   | 0–1 | 2–1 | 2–0 | 4–0 |
| 2   | Itália     | 18  | 8 | 5 | 3 | 0 | 11 | 1  | +10 | Avança para a segunda rodada              |     | 0–0 | —   | 3–0 | 1–0 | 3–0 |
| 3   | Polónia    | 10  | 8 | 3 | 1 | 4 | 10 | 12 | −2  |                                           |     | 0–2 | 0–0 | —   | 4–1 | 2–1 |
| 4   | Geórgia    | 10  | 8 | 3 | 1 | 4 | 7  | 9  | −2  |                                           | 0–2 | 0–0 | 3–0 | —   | 2–0 |     |
| 5   | Moldávia   | 0   | 8 | 0 | 0 | 8 | 2  | 21 | −19 |                                           | 0–3 | 1–3 | 0–3 | 0–1 | —   |     |

## Grupo 3
| Pos | Equipe     | Pts | J | V | E | D | GP | GC | SG  | Classificado                              |     | NOR | HUN | FIN | SUI | AZE |
| --- | ---------- | --- | - | - | - | - | -- | -- | --- | ----------------------------------------- | --- | --- | --- | --- | --- | --- |
| 1   | Noruega    | 20  | 8 | 6 | 2 | 0 | 21 | 2  | +19 | qualificadas para a Copa do Mundo de 1998 |     | —   | 3–0 | 1–1 | 5–0 | 5–0 |
| 2   | Hungria    | 12  | 8 | 3 | 3 | 2 | 10 | 8  | +2  | Avança para a segunda rodada              |     | 1–1 | —   | 1–0 | 1–1 | 3–1 |
| 3   | Finlândia  | 11  | 8 | 3 | 2 | 3 | 11 | 12 | −1  |                                           |     | 0–4 | 1–1 | —   | 2–3 | 3–0 |
| 4   | Suíça      | 10  | 8 | 3 | 1 | 4 | 11 | 12 | −1  |                                           | 0–1 | 1–0 | 1–2 | —   | 5–0 |     |
| 5   | Azerbaijão | 3   | 8 | 1 | 0 | 7 | 3  | 22 | −19 |                                           | 0–1 | 0–3 | 1–2 | 1–0 | —   |     |

## Grupo 4
| Pos | Equipe       | Pts | J  | V | E | D | GP | GC | SG  | Classificado                              |     | AUT | SCO | SWE | LVA | EST | BLR |
| --- | ------------ | --- | -- | - | - | - | -- | -- | --- | ----------------------------------------- | --- | --- | --- | --- | --- | --- | --- |
| 1   | Áustria      | 25  | 10 | 8 | 1 | 1 | 17 | 4  | +13 | qualificadas para a Copa do Mundo de 1998 |     | —   | 0–0 | 1–0 | 2–1 | 2–0 | 4–0 |
| 2   | Escócia      | 23  | 10 | 7 | 2 | 1 | 15 | 3  | +12 | qualificadas para a Copa do Mundo de 1998 |     | 2–0 | —   | 1–0 | 2–0 | 2–0 | 4–1 |
| 3   | Suécia       | 21  | 10 | 7 | 0 | 3 | 16 | 9  | +7  |                                           |     | 0–1 | 2–1 | —   | 1–0 | 1–0 | 5–1 |
| 4   | Letónia      | 10  | 10 | 3 | 1 | 6 | 10 | 14 | −4  |                                           | 1–3 | 0–2 | 1–2 | —   | 1–0 | 2–0 |     |
| 5   | Estónia      | 4   | 10 | 1 | 1 | 8 | 4  | 16 | −12 |                                           | 0–3 | 0–0 | 2–3 | 1–3 | —   | 1–0 |     |
| 6   | Bielorrússia | 4   | 10 | 1 | 1 | 8 | 5  | 21 | −16 |                                           | 0–1 | 0–1 | 1–2 | 1–1 | 1–0 | —   |     |

## Grupo 5
| Pos | Equipe     | Pts | J | V | E | D | GP | GC | SG  | Classificado                              |     | BUL | RUS | ISR | CYP | LUX |
| --- | ---------- | --- | - | - | - | - | -- | -- | --- | ----------------------------------------- | --- | --- | --- | --- | --- | --- |
| 1   | Bulgária   | 18  | 8 | 6 | 0 | 2 | 18 | 9  | +9  | qualificadas para a Copa do Mundo de 1998 |     | —   | 1–0 | 1–0 | 4–1 | 4–0 |
| 2   | Rússia     | 17  | 8 | 5 | 2 | 1 | 19 | 5  | +14 | Avança para a segunda rodada              |     | 4–2 | —   | 2–0 | 4–0 | 3–0 |
| 3   | Israel     | 13  | 8 | 4 | 1 | 3 | 9  | 7  | +2  |                                           |     | 2–1 | 1–1 | —   | 2–0 | 1–0 |
| 4   | Chipre     | 10  | 8 | 3 | 1 | 4 | 10 | 15 | −5  |                                           | 1–3 | 1–1 | 2–0 | —   | 2–0 |     |
| 5   | Luxemburgo | 0   | 8 | 0 | 0 | 8 | 2  | 22 | −20 |                                           | 1–2 | 0–4 | 0–3 | 1–3 | —   |     |

## Grupo 6
| Pos | Equipe      | Pts | J  | V | E | D  | GP | GC | SG  | Classificado                              |     | ESP | YUG | CZE | SVK | FRO | MLT |
| --- | ----------- | --- | -- | - | - | -- | -- | -- | --- | ----------------------------------------- | --- | --- | --- | --- | --- | --- | --- |
| 1   | Espanha     | 26  | 10 | 8 | 2 | 0  | 26 | 6  | +20 | qualificadas para a Copa do Mundo de 1998 |     | —   | 2–0 | 1–0 | 4–1 | 3–1 | 4–0 |
| 2   | Iugoslávia  | 23  | 10 | 7 | 2 | 1  | 29 | 7  | +22 | Avança para a segunda rodada              |     | 1–1 | —   | 1–0 | 2–0 | 3–1 | 6–0 |
| 3   | Tchéquia    | 16  | 10 | 5 | 1 | 4  | 16 | 6  | +10 |                                           |     | 0–0 | 1–2 | —   | 3–0 | 2–0 | 6–0 |
| 4   | Eslováquia  | 16  | 10 | 5 | 1 | 4  | 18 | 14 | +4  |                                           | 1–2 | 1–1 | 2–1 | —   | 3–0 | 6–0 |     |
| 5   | Ilhas Faroé | 6   | 10 | 2 | 0 | 8  | 10 | 31 | −21 |                                           | 2–6 | 1–8 | 0–2 | 1–2 | —   | 2–1 |     |
| 6   | Malta       | 0   | 10 | 0 | 0 | 10 | 2  | 37 | −35 |                                           | 0–3 | 0–5 | 0–1 | 0–2 | 1–2 | —   |     |

## Grupo 7
| Pos | Equipe        | Pts | J | V | E | D | GP | GC | SG  | Classificado                              |     | NED | BEL | TUR | WAL | SMR |
| --- | ------------- | --- | - | - | - | - | -- | -- | --- | ----------------------------------------- | --- | --- | --- | --- | --- | --- |
| 1   | Países Baixos | 19  | 8 | 6 | 1 | 1 | 26 | 4  | +22 | qualificadas para a Copa do Mundo de 1998 |     | —   | 3–1 | 0–0 | 7–1 | 4–0 |
| 2   | Bélgica       | 18  | 8 | 6 | 0 | 2 | 20 | 11 | +9  | Avança para a segunda rodada              |     | 0–3 | —   | 2–1 | 3–2 | 6–0 |
| 3   | Turquia       | 14  | 8 | 4 | 2 | 2 | 21 | 9  | +12 |                                           |     | 1–0 | 1–3 | —   | 6–4 | 7–0 |
| 4   | País de Gales | 7   | 8 | 2 | 1 | 5 | 20 | 21 | −1  |                                           | 1–3 | 1–2 | 0–0 | —   | 6–0 |     |
| 5   | San Marino    | 0   | 8 | 0 | 0 | 8 | 0  | 42 | −42 |                                           | 0–6 | 0–3 | 0–5 | 0–5 | —   |     |

## Grupo 8
| Pos | Equipe             | Pts | J  | V | E | D  | GP | GC | SG  | Classificado                              |     | ROU | IRL | LTU  | MKD | ISL | LIE |
| --- | ------------------ | --- | -- | - | - | -- | -- | -- | --- | ----------------------------------------- | --- | --- | --- | ---- | --- | --- | --- |
| 1   | Romênia            | 28  | 10 | 9 | 1 | 0  | 37 | 4  | +33 | qualificadas para a Copa do Mundo de 1998 |     | —   | 1–0 | 3–0  | 4–2 | 4–0 | 8–0 |
| 2   | Irlanda            | 18  | 10 | 5 | 3 | 2  | 22 | 8  | +14 | Avança para a segunda rodada              |     | 1–1 | —   | 0–0  | 3–0 | 0–0 | 5–0 |
| 3   | Lituânia           | 17  | 10 | 5 | 2 | 3  | 11 | 8  | +3  |                                           |     | 0–1 | 1–2 | —    | 2–0 | 2–0 | 2–1 |
| 4   | Macedônia do Norte | 13  | 10 | 4 | 1 | 5  | 22 | 18 | +4  |                                           | 0–3 | 3–2 | 1–2 | —    | 1–0 | 3–0 |     |
| 5   | Islândia           | 9   | 10 | 2 | 3 | 5  | 11 | 16 | −5  |                                           | 0–4 | 2–4 | 0–0 | 1–1  | —   | 4–0 |     |
| 6   | Liechtenstein      | 0   | 10 | 0 | 0 | 10 | 3  | 52 | −49 |                                           | 1–8 | 0–5 | 0–2 | 1–11 | 0–4 | —   |     |

## Grupo 9
| Pos | Equipe           | Pts | J  | V | E | D | GP | GC | SG  | Classificado                              |     | GER | UKR | POR | ARM | NIR | ALB |
| --- | ---------------- | --- | -- | - | - | - | -- | -- | --- | ----------------------------------------- | --- | --- | --- | --- | --- | --- | --- |
| 1   | Alemanha         | 22  | 10 | 6 | 4 | 0 | 23 | 9  | +14 | qualificadas para a Copa do Mundo de 1998 |     | —   | 2–0 | 1–1 | 4–0 | 1–1 | 4–3 |
| 2   | Ucrânia          | 20  | 10 | 6 | 2 | 2 | 10 | 6  | +4  | Avança para a segunda rodada              |     | 0–0 | —   | 2–1 | 1–1 | 2–1 | 1–0 |
| 3   | Portugal         | 19  | 10 | 5 | 4 | 1 | 12 | 4  | +8  |                                           |     | 0–0 | 1–0 | —   | 3–1 | 1–0 | 2–0 |
| 4   | Armênia          | 8   | 10 | 1 | 5 | 4 | 8  | 17 | −9  |                                           | 1–5 | 0–2 | 0–0 | —   | 0–0 | 3–0 |     |
| 5   | Irlanda do Norte | 7   | 10 | 1 | 4 | 5 | 6  | 10 | −4  |                                           | 1–3 | 0–1 | 0–0 | 1–1 | —   | 2–0 |     |
| 6   | Albânia          | 4   | 10 | 1 | 1 | 8 | 7  | 20 | −13 |                                           | 2–3 | 0–1 | 0–3 | 1–1 | 1–0 | —   |     |

## Segundos Classificados
| Pos | Grp | Equipe     | Pts | J | V | E | D | GP | GC | SG | Classificado                              |
| --- | --- | ---------- | --- | - | - | - | - | -- | -- | -- | ----------------------------------------- |
| 1   | 4   | Escócia    | 13  | 6 | 4 | 1 | 1 | 8  | 2  | +6 | qualificadas para a Copa do Mundo de 1998 |
| 2   | 2   | Itália     | 12  | 6 | 3 | 3 | 0 | 5  | 0  | +5 | Avançar para segunda rodada (play-offs)   |
| 3   | 7   | Bélgica    | 12  | 6 | 4 | 0 | 2 | 11 | 11 | 0  | Avançar para segunda rodada (play-offs)   |
| 4   | 5   | Rússia     | 11  | 6 | 3 | 2 | 1 | 12 | 5  | +7 | Avançar para segunda rodada (play-offs)   |
| 5   | 1   | Croácia    | 11  | 6 | 3 | 2 | 1 | 11 | 8  | +3 | Avançar para segunda rodada (play-offs)   |
| 6   | 6   | Iugoslávia | 11  | 6 | 3 | 2 | 1 | 7  | 5  | +2 | Avançar para segunda rodada (play-offs)   |
| 7   | 8   | Irlanda    | 8   | 6 | 2 | 2 | 2 | 8  | 6  | +2 | Avançar para segunda rodada (play-offs)   |
| 8   | 9   | Ucrânia    | 8   | 6 | 2 | 2 | 2 | 5  | 5  | 0  | Avançar para segunda rodada (play-offs)   |
| 9   | 3   | Hungria    | 6   | 6 | 1 | 3 | 2 | 4  | 7  | −3 | Avançar para segunda rodada (play-offs)   |

## Repescagem Europa
Jogos de ida
| 29 de outubro de 1997 | Croácia | 2 – 0 | Ucrânia |  |
|                       |         |       |         |  |

| 29 de outubro de 1997 | Rússia | 1 – 1 | Itália |  |
|                       |        |       |        |  |

| 29 de outubro de 1997 | Irlanda | 1 – 1 | Bélgica |  |
|                       |         |       |         |  |

| 29 de outubro de 1997 | Hungria | 1 – 7 | Iugoslávia |  |
|                       |         |       |            |  |

Jogos de volta
| 15 de novembro de 1997 | Ucrânia | 1 – 1 | Croácia |  |
|                        |         |       |         |  |

| 15 de novembro de 1997 | Itália | 1 – 0 | Rússia |  |
|                        |        |       |        |  |

| 15 de novembro de 1997 | Bélgica | 2 – 1 | Irlanda |  |
|                        |         |       |         |  |

| 15 de novembro de 1997 | Iugoslávia | 5 – 0 | Hungria |  |
|                        |            |       |         |  |

Croácia classificada no placar agregado por 3-1
Itália classificada no placar agregado por 2-1
Bélgica classificada no placar agregado por 3-2
Iugoslávia classificada no placar agregado por 12-1